# Fréchet-Verteilung

Wahrscheinlichkeitsdichtefunktion

Die Fréchet-Verteilung ist eine absolutstetige Verteilung über den positiven reellen Zahlen, die einen positiven reellen Formparameter {\displaystyle \alpha } besitzt. Benannt ist sie nach dem französischen Mathematiker Maurice René Fréchet.

## Verteilungs- und Dichtefunktion
Die Fréchet-Verteilung besitzt für einen reellen Parameter {\displaystyle \alpha >0} die Verteilungsfunktion
{\displaystyle {\Phi }_{\alpha }(x)={\begin{cases}0&{\text{für }}x\leq 0\\\exp(-x^{-\alpha })=\exp(-1/x{^{\alpha }})&{\text{für }}x>0\end{cases}}\;.}
Die dazugehörige Dichtefunktion ist
{\displaystyle {\phi }_{\alpha }(x)={\begin{cases}0&{\text{für }}x\leq 0\\\alpha \;x^{-(\alpha +1)}\;\exp(-x^{-\alpha })&{\text{für }}x>0\end{cases}}\;.}

## Momente und Median
Im Folgenden sei {\displaystyle X} eine {\displaystyle \alpha }-Fréchet-verteilten Zufallsvariable und {\displaystyle \Gamma \left(x\right)} die Gamma-Funktion.

### Median
Der Median ist
{\displaystyle \operatorname {Med} (X)=\left({\frac {1}{\log _{e}(2)}}\right)^{1/\alpha }}

### Existenz von Momenten
Die k-ten Momente der Fréchet-Verteilung existieren genau dann, wenn {\displaystyle \alpha >k}.

### Erwartungswert
Der Erwartungswert ist
{\displaystyle \operatorname {E} (X)=\Gamma \left(1-{\frac {1}{\alpha }}\right)}.

### Varianz
Die Varianz ist
{\displaystyle \operatorname {Var} (X)=\Gamma \left(1-{\frac {2}{\alpha }}\right)-\left(\Gamma \left(1-{\frac {1}{\alpha }}\right)\right)^{2}}

### Schiefe
Die Schiefe ist
{\displaystyle \gamma _{m}(X)={\frac {\Gamma \left(1-{\frac {3}{\alpha }}\right)-3\Gamma \left(1-{\frac {2}{\alpha }}\right)\Gamma \left(1-{\frac {1}{\alpha }}\right)+2\Gamma ^{3}\left(1-{\frac {1}{\alpha }}\right)}{\left(\Gamma \left(1-{\frac {2}{\alpha }}\right)-\Gamma ^{2}\left(1-{\frac {1}{\alpha }}\right)\right)^{\frac {3}{2}}}}}

### Kurtosis
Die Kurtosis ist
{\displaystyle \operatorname {Kurt} (X)=-6+{\frac {\Gamma \left(1-{\frac {4}{\alpha }}\right)-4\Gamma \left(1-{\frac {3}{\alpha }}\right)\Gamma \left(1-{\frac {1}{\alpha }}\right)+3\Gamma ^{2}\left(1-{\frac {2}{\alpha }}\right)}{\left[\Gamma \left(1-{\frac {2}{\alpha }}\right)-\Gamma ^{2}\left(1-{\frac {1}{\alpha }}\right)\right]^{2}}}}

## Zusammenhang mit anderen Verteilungen
Ist {\displaystyle X} Fréchet-verteilt mit Parameter {\displaystyle \alpha }, so ist {\displaystyle \ln X} Gumbel-verteilt mit Parametern {\displaystyle \mu =0} und {\displaystyle \beta ={\frac {1}{\alpha }}}.
Nach dem Theorem von Fisher-Tippett kann eine standardisierte, nicht-degenerierte Extremwertverteilung nur gegen eine der drei generalisierten Extremwertverteilungen (GEV) konvergieren, von denen eine die Fréchet-Verteilung ist.

## Anwendung
Sie ist daher eine wichtige Verteilung zur Bestimmung von Risiken in der Finanzstatistik, wie zum Beispiel des Value at Risk und des Expected Shortfall.